# بوب آدامز (لاعب كرة قاعدة أمريكي)
بوب آدامز (بالإنجليزية: Bob Adams)‏ هو لاعب كرة قاعدة أمريكي، ولد في 6 يناير 1952 في بيتسبرغ في الولايات المتحدة.

## وصلات خارجية
- بوب آدامز (لاعب كرة قاعدة أمريكي) على موقعبيزبول رفرنس.كوم (الدوري الرئيسي) (الإنجليزية)
- بوب آدامز (لاعب كرة قاعدة أمريكي) على موقعبيزبول رفرنس.كوم (الدوري الثانوي) (الإنجليزية)
- بوب آدامز (لاعب كرة قاعدة أمريكي) على موقع إي إس بي إن.كوم (أم.أل.بي) (الإنجليزية)
- بوب آدامز (لاعب كرة قاعدة أمريكي) على موقع مشجعي الرسوم البيانية (الإنجليزية)